# Fond d'œil

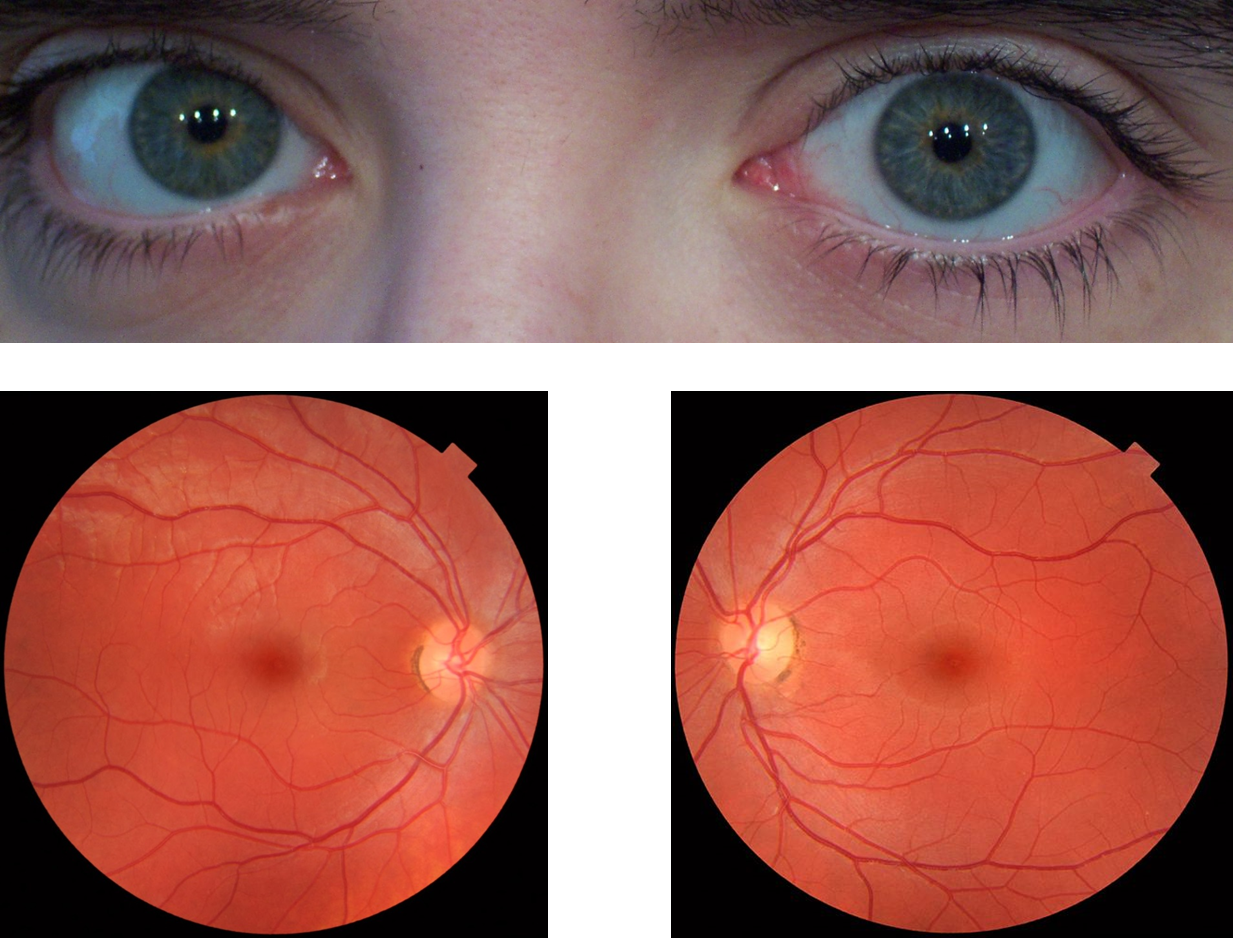
Fonds d'œil normaux droit et gauche.
Ils montrent la surface de chaque rétine avec ses vaisseaux sanguins, sa macula au centre, sa tache aveugle ou papille optique : point clair, situé du côté du nez, vers lequel convergent les vaisseaux sanguins (ainsi que les circuits nerveux (non-visibles) de toute la rétine qui vont former le nerf optique).

En ophtalmologie, le fond d'œil est un examen simple permettant d'examiner le fond de l'œil. Il permet d’observer la rétine et ses vaisseaux, la papille optique (tête du nerf optique), la macula.
Le fond d'œil est souvent prescrit par les médecins traitants, particulièrement dans le cadre de la surveillance d’affections telles que le diabète ou l’hypertension artérielle.
Cet examen permet une analyse de la rétine. Il permet de dépister des inflammations, des tumeurs, ou un décollement de la rétine. Le fond d'œil permet aussi d'évaluer et de suivre les atteintes vasculaires liées à certaines pathologies. On peut aussi pratiquer un fond d'œil pour vérifier qu'il n'existe pas d'hypertension intracrânienne.

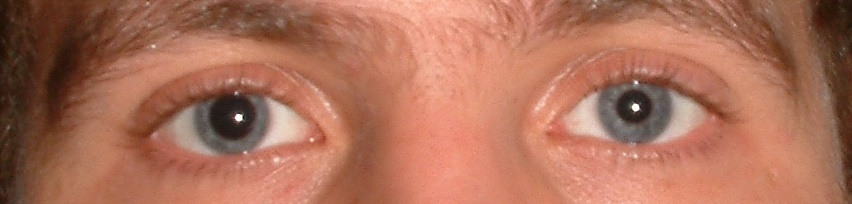
Dilatation de la pupille (celle de gauche sur la photo) au tropicamide pour la réalisation d'un fond d'œil.

## Méthode
Le fond d'œil nécessite d'observer la rétine à travers la cornée, le cristallin et le corps vitré. Cependant, lorsque l'on éclaire un œil, la pupille se resserre par réflexe. Il est possible de regarder un fond d'œil à travers une pupille serrée, mais il est beaucoup plus facile et précis de le faire à travers une pupille dilatée.
Un fond d'œil n'est pas douloureux, mais peut être désagréable et éblouissant. Il existe plusieurs méthodes qui diffèrent par leur degré de précision.

### L'ophtalmoscope direct
L'observation est superficielle.
La dilatation pupillaire n'est pas indispensable avec les ophtalmoscopes actuels. Leur luminosité autorise une observation aisée de la partie centrale du fond d'œil.
Le faisceau lumineux dirigé vers la pupille permet d'observer la rétine. Elle apparaît comme un disque rouge. Cette technique est simple, maniable, mais ne donne qu’un champ d’observation réduit. De plus, elle ne permet pas une vision du relief. Elle est peu utilisée par l’ophtalmologiste. Elle est plutôt la méthode d'examen du médecin.

### L’ophtalmoscope indirect ou ophtalmoscopie à image inversée
Son principe est d’interposer entre la source lumineuse et l’œil du patient une lentille. Cette lentille doit être convergente, puissante, et former une image inversée de la rétine du patient. L’ophtalmoscopie à image inversée est réalisée à l’aide d’une lentille tenue par l’examinateur. Il utilise comme source lumineuse un ophtalmoscope binoculaire fixé sur le front. Cette technique permet la vision du relief et un champ d’observation étendu.
Un ophtalmoscope correspond à une source lumineuse concentrée en un faisceau étroit et brillant. Ce faisceau passe à travers un miroir et est dirigé vers la rétine via la pupille. Une série de lentilles permet la projection de l'image rétinienne du patient dans des conditions optimales sur la rétine de l'examinateur. Le champ de vision obtenu est de 6° environ. L’amplification est proche de x14.

### Au rétinographe
L'observation au rétinographe est précise à l’exception de la rétine périphérique. Cette méthode a pour avantage une facilité d’emploi. Et elle permet d’obtenir des images numériques de haute définition. Cet examen peut être réalisé par un médecin. Un orthoptiste peut le réaliser. Dans ce cas, un ophtalmologue analysera ensuite le résultat.

### Au biomicroscope ou lampe à fente
Le biomicroscope permet d’obtenir la meilleure observation. On doit au préalable dilater la pupille au moyen d'un collyre (dit « mydriatique », à base de tropicamide). Un anesthésique de contact (par exemple le chlorhydrate d’oxybuprocaïne) est utilisé pour rendre insensible la cornée, fortement innervée. Le plus souvent l'anesthésique est contenu dans le collyre pour limiter le nombre de produits à manipuler. L'ophtalmologiste interpose alors entre l'œil et le biomicroscope un verre à trois miroirs (dit « de Goldmann »). Il a auparavant versé dans sa cupule un liquide de couplage, le méthylcellulose. Le verre à trois miroirs permet l'observation complète, avec une image en trois dimensions, de la rétine. Dans certains cas c'est la lentille de Volk (sans contact avec la cornée) qui est utilisée.
Cette technique permet une analyse très fine des détails du fond d’œil.

### Recommandations
Un mydriatique ne doit pas être utilisé en cas d'angle irido-cornéen étroit. En cas de glaucome ou d'hypertonie intraoculaire le fond d'œil dilaté n'est pas contre indiqué si l'angle est ouvert (visible en gonioscopie). Il ne peut également pas être utilisé lorsque le patient est inconscient (sauf autorisation du médecin réanimateur).
L’action du collyre, qui dilate la pupille, se prolonge pendant en moyenne 2 à 3 heures pour les molécules usuelles (24 h pour le cyclopentolate chez l'enfant et jusqu'à plusieurs jours pour l'atropine). Cela peut entraîner une gêne visuelle pendant cette période, la vision devenant floue. Il faut éviter la conduite en particulier, il est ainsi recommandé de ne pas venir seul pour pouvoir être raccompagné.

## Éléments de l'observation
- Rétine : La rétine est un tissu nerveux, qui tapisse le fond du globe oculaire et qui est constitué de cellules qui captent la lumière et les images. Elle est considérée comme le « film photographique » de l'œil.

- Papille : c'est le lieu de naissance du nerf optique qui transmet les informations nerveuses captées par la rétine vers les zones du cerveau responsables du traitement des images. La papille ressemble à un disque jaunâtre. On mesure la taille de l'excavation physiologique (petite dépression au centre de la papille), et le rapport entre le diamètre de l'excavation et celui de la papille (habituellement 1,5 mm).

- Macula : c'est un élément capital de la rétine, responsable de la vision fine. Elle ne comporte que des cônes et l'Epithélium pigmentaire rétinien est très fin. Son diamètre est normalement d' 1,5 mm, il est augmenté en cas d'œdème maculaire.

- Artères et veines rétiniennes : Les artères sont plus grêles que les veines. L'artère centrale de la rétine se divise en quatre branches : deux branches temporales (inférieure et supérieure), deux branches nasales (inférieure et supérieure). Les veines, sombres et sinueuses sont drainées par la veine centrale de la rétine.

- Reste de la rétine : sa couleur doit être homogène, rose-orangé, sans anomalies (hémorragies, taches, dépôts, néo-vaisseaux).

## Pathologies dépistables par le fond d'œil
L'analyse de la rétine permet de dépister des inflammations, des tumeurs ou un décollement de la rétine.
Mais l’observation de la circulation artérielle et veineuse au niveau de la rétine permet de donner également une image de l’ensemble de la circulation de l’organisme. Beaucoup de pathologies ont des conséquences visibles au fond d’œil.
De plus, l’évolution ou la stabilisation de lésions du fond d’œil est en relation avec les évolutions générales. La réalisation du fond d’œil permet donc de suivre ou d’adapter un traitement.
Cet examen est donc utilisé lors de la prévention ou du suivi de diverses pathologies générales.

### Pathologie oculaire
Le dépistage précoce des anomalies et leur suivi sont essentiels pour diminuer les conséquences sur la vision. Le fond d’œil est utilisé notamment pour les cas de DMLA (dégénérescence maculaire liée à l'âge), de glaucome chronique, ou les décollements de rétine.
Toutes les atteintes des vaisseaux rétiniens peuvent ainsi être dépistées et suivies. (Oblitération de l'artère centrale de la rétine, Oblitération de la veine centrale de la rétine, Décollement de rétine…)
Le fond d'œil permet également de déceler les cas de rétinite pigmentaire, maladies génétiques de l'œil.

### HTA: hypertension artérielle
Dans le cas du bilan d’une hypertension artérielle, l’examen du fond d’œil permet d’évaluer les répercussions de la maladie au niveau des petits vaisseaux.
Le suivi du fond d’œil permet ainsi, dans les HTA sévères, de juger de l’efficacité du traitement par la régression des lésions vues au fond d’œil.

### Insuffisance rénale
Certaines maladies rénales atteignent la paroi des vaisseaux et se compliquent par une hypertension artérielle. Elles peuvent amener à l’insuffisance rénale et à la dialyse.
Suivre régulièrement l’évolution de la paroi des vaisseaux au niveau du fond d’œil permet de suivre l’évolution de la maladie.

### Diabète
La prévention des complications de la maladie par le suivi du fond d’œil est essentielle afin de réduire l’incidence de survenue des cécités. Il permet de détecter les rétinopathies diabétiques, par exemple une prise en charge précoce des décollements de rétine.

### Cancer de l'œil
Le plus fréquent est le mélanome.
Le mélanome intraoculaire est souvent découvert de manière fortuite. En prenant naissance dans la choroïde (couche vasculaire sous la rétine), il engendre un décollement de la rétine, visible lors du fond d'œil. Ceci n'est toutefois pas propre au cancer et se rencontre dans beaucoup d’autres maladies.
Son diagnostic n'est pas toujours aisé.